# Sambandsgruppchef
Sambandsgruppchef eller sambandsgruppbefäl (KO800) är en befattning inom armén och flygvapnet vid den svenska försvarsmakten.
Sambandsgruppbefäl utbildas för att kunna upprätta ledningsplatser, sköta den kommunikationsutrustning (radio och datorbaserade system) som behövs för att leda ett militärt förband och i övrigt se till att arbetet på ledningsplatsen kan fungera. Eftersom det är en gruppbefälsbefattning ingår en enklare ledarskapskurs i utbildningen.